# Список умерших в 1980 году
В этой статье представлен список известных людей, умерших в 1980 году.
- См. также: Категория:Умершие в 1980 году

## Январь
- 1 января
  - Аким Желтов (73) — Герой Советского Союза.
  - Владимир Иванов (70) — передовик советской мелиорации.
  - Степан Щипачёв (80) — советский поэт.
  - Пьетро Ненни (88) (Pietro Nenni), итальянский социалист, политический и государственный деятель (род.1891)
- 2 января — Михаил Добрынин (55) — старший лейтенант Советской Армии, участник Великой Отечественной войны, Герой Советского Союза.
- 3 января — Джой Адамсон (69) — натуралист, писательница, художница, защитница живой природы; убита.
- 3 января — Ростислав Кушлянский (71) — участник Великой Отечественной войны, Герой Советского Союза.
- 4 января — Иосиф Буцкий (60) — подполковник Советской Армии, участник Великой Отечественной войны, Герой Советского Союза.
- 5 января — Алексей Кожевников (88) — русский советский писатель.
- 6 января — Александр Бараулин (56) — Герой Советского Союза (1943).
- 6 января — Ульян Гацко (73) — генерал-майор Советской Армии, участник Великой Отечественной и советско-японской войн.
- 6 января — Юрий Кухаренко (60) — советский археолог, доктор исторических наук.
- 7 января — Иоховед Бат-Мирьям — израильская поэтесса, переводчица.
- 7 января — Эдвард Скарф (71) — австралийский борец вольного стиля, бронзовый призёр Олимпийских игр.
- 8 января — Пётр Быков (62) — советский государственный деятель.
- 9 января — Пётр Пивень (61) — участник Великой Отечественной войны, Герой Советского Союза.
- 10 января — Борис Равенских (65) — советский театральный режиссёр, Лауреат Государственной премии СССР (1972), народный артист СССР (1968).
- 11 января — Дмитрий Бараболкин (60) — Герой Советского Союза.
- 11 января — Григорий Меншун (67) — Герой Советского Союза.
- 13 января — Георгий Головков (59) — Герой Советского Союза.
- 15 января — Николай Белавин (56) — Герой Советского Союза.
- 15 января — Иван Голубев (76) — Полный кавалер Ордена Славы.
- 15 января — Дмитрий Зайцев (57) — Герой Советского Союза.
- 16 января — Иван Шаменков (61) — Герой Советского Союза.
- 17 января — Александр Несмеянов (80) — советский химик-органик, с 1948 по 1951 ректор МГУ, с 1951 по 1961 Президент Академии Наук СССР.
- 18 января — Сергей Соболев (75) — ученый, работавший в области изучения эрозии почв.
- 19 января — Георгий Агафонов (58) — Герой Советского Союза (1945).
- 19 января — Николай Чинин (57) — Герой Советского Союза.
- 20 января — Михаил Клопов (54) — Полный кавалер Ордена Славы.
- 20 января — Фёдор Коновалов (61) — Герой Советского Союза.
- 23 января — Иван Обиух (60) — Герой Советского Союза.
- 23 января — Арсентий Томилов (81) — Герой Советского Союза.
- 24 января — Владимир Баранов (60) — Герой Советского Союза.
- 24 января — Николай Розанцев (57) — советский, российский кинорежиссёр и сценарист.
- 25 января — Алексей Беневоленский (56) — Герой Советского Союза.
- 26 января — Юстас Палецкис (81) — литовский журналист, советский государственный деятель.
- 28 января — Гарадаглы Айдын Чингиз оглы (50) — диктор радио.
- 28 января — Станислав Леута (76) — советский футболист, нападающий, полузащитник, тренер. Заслуженный тренер РСФСР.
- 28 января — Борис Чистяков (65) — украинский советский артист балета, балетный и оперный дирижёр.
- 29 января — Логвин Червоний (77) — советский военный деятель, генерал-майор. Герой Советского Союза.
- 30 января — Алексей Саврицкий (61) — партийный и общественный деятель.
- 31 января — Семен Индык (70) — Герой Советского Союза.

## Февраль
- 2 февраля — Исай Дениченко (80) — Герой Советского Союза (1944).
- 2 февраля — Хана Ровина (88) — российская и израильская актриса театра Габима.
- 4 февраля — Уотт, Хью (67) — новозеландский политик, депутат парламента от Лейбористской партии.
- 5 февраля — Иван Коваль (59) — Герой Советского Союза.
- 5 февраля — Пятрас Тарулис (83) — литовский писатель, работник периодической печати.
- 8 февраля — Пётр Гредин (54) — Герой Советского Союза.
- 8 февраля — Степан Клочурак — украинский закарпатский общественно-политический деятель, журналист.
- 9 февраля — Николай Псурцев (80) — советский государственный и военный деятель, генерал-полковник войск связи, министр связи СССР.
- 10 февраля — Сурен Товмасян (70) — советский партийный деятель, дипломат. Чрезвычайный и Полномочный Посол.
- 11 февраля — Сергей Громов (70) — Полный кавалер Ордена Славы.
- 11 февраля — Яков Малик — советский государственный деятель.
- 12 февраля — Анатолий Лурье (78) — советский учёный в области теоретической и прикладной механики, член Национального комитета по теоретической и прикладной механике.
- 13 февраля — Михаил Григорьев (89) — советский литературовед, театровед.
- 14 февраля — Мари Бенар (83) — французская землевладелица и рантье города Луден, фигурантка одного из громких судебных процессов во Франции (об отравлении ряда её родственников и знакомых), тянувшегося с 1949 по 1961 год.
- 14 февраля — Рза Тахмасиб (85) — советский азербайджанский кинорежиссёр, педагог и актёр кино.
- 15 февраля — Александр Корсунский (66) — советский историк, профессор, медиевист, педагог.
- 18 февраля — Евстрат Белопухов (58) — Герой Советского Союза.
- 18 февраля — Вадим Ганшин (41) — советский актёр.
- 19 февраля — Бон Скотт (33) — австралийский рок-музыкант, вокалист рок-группы «AC/DC»;
- 19 февраля — Натан Елин-Мор (67) — израильский военный и политический деятель.
- 20 февраля — Николай Крылов (61) — Герой Советского Союза.
- 21 февраля — Альфред Андерш (66) — немецкий писатель, публицист и радиоредактор.
- 21 февраля — Александр Ершов (71) — сержант Рабоче-крестьянской Красной Армии, участник Великой Отечественной войны, Герой Советского Союза.
- 21 февраля — Николай Шевелёв (57) — Герой Советского Союза.
- 22 февраля — Оскар Кокошка (93) — австрийский художник и писатель чешского происхождения, крупнейшая фигура австрийского экспрессионизма.
- 25 февраля — Михаил Пущин (68) — Герой Советского Союза.
- 25 февраля — Михаил Руденко (81) — Герой Советского Союза.
- 26 февраля — Александр Сидоров (56) — бригадир колхоза «Заря коммунизма» Пучежского района Ивановской области, Герой Социалистического Труда.
- 27 февраля — Павел Тебекин (62) — Герой Советского Союза.
- 28 февраля — Владимир Кошелев (57) — Герой Советского Союза.
- 29 февраля — Игаль Алон (61) — государственный и военный деятель Израиля.
- 29 февраля — Александр Мироненко (20) — Герой Советского Союза.
- 29 февраля — Николай Чепик (19) — Герой Советского Союза.
- 29 февраля — Джил Элвгрен (65) — американский художник и иллюстратор в стиле пинап.

## Март
- 1 марта — Михаил Мревлишвили (75) — грузинский советский писатель и драматург, заслуженный деятель искусств Грузинской ССР.
- 1 марта — Борис Шелищ (71) — русский советский инженер, изобретатель.
- 2 марта — Ярослав Ивашкевич (86) — польский писатель, поэт и драматург.
- 2 марта — Павел Штепа (82) — украинский националист-русофоб, писатель, публицист, журналист.
- 3 марта — Афанасий Каравацкий (78) — советский военный лётчик и военачальник.
- 4 марта — Николай Лазьков (55) — участник Великой Отечественной войны, Герой Советского Союза.
- 5 марта — Асланби Ахохов (68) — советский политический деятель, председатель СМ Кабардино-Балкарской АССР (1957—1969).
- 5 марта — Иван Скорый (68) — участник Великой Отечественной войны, Герой Советского Союза.
- 6 марта — Григор Тютюнник (48) — украинский писатель.
- 7 марта — Николай Белов (57) — участник Великой Отечественной войны, Герой Советского Союза.
- 9 марта — Николай Боголюбов (80) — советский актёр театра и кино, Народный артист РСФСР (1945).
- 9 марта — Хайнц Линге (66) — лакей Адольфа Гитлера.
- 9 марта — Ольга Чехова (82) — немецкая актриса, жена Михаила Чехова, сестра Льва Книппера, мать Ады Чеховой.
- 11 марта — Степан Васечко (55) — полковник Советской Армии, участник Великой Отечественной войны, Герой Советского Союза.
- 12 марта — Лятиф Иманов (57) — азербайджанский и советский физик, академик Академии наук Азербайджанской ССР.
- 13 марта — Борис Есельсон (62) — советский физик, доктор физико-математических наук, профессор, заслуженный деятель науки УССР (1977).
- 13 марта — Николай Кохов (60) — участник Великой Отечественной войны, Герой Советского Союза.
- 13 марта — Никита Онянов (69) — Полный кавалер Ордена Славы.
- 14 марта — Василий Мячин (61) — участник Великой Отечественной войны, Герой Советского Союза.
- 15 марта — Омирхан Байконуров (67) — казахский советский учёный в области горного дела, профессор.
- 15 марта — Абрам Грушко (61) — советский художник, живописец.
- 16 марта — Модест Алексеев (64) — участник Великой Отечественной войны, Герой Советского Союза.
- 18 марта — Константин Арцеулов (88) — русский лётчик, художник-иллюстратор, внук российского художника Ивана Айвазовского.
- 18 марта — Луиза Лавли (85) — австралийско-американская актриса эпохи немого кино.
- 20 марта — Кирилл Дибров (65) — участник Великой Отечественной войны, Герой Советского Союза.
- 20 марта — Андрей Липгарт (81) — советский конструктор автомобилей.
- 20 марта — Сазон Суразаков (54) — алтайский фольклорист, писатель и литературовед.
- 21 марта — Станислав Галицкий (68) — генерал-майор Советской Армии, генерал бригады Войска Польского, участник Великой Отечественной войны.
- 21 марта — Иэн Маккеррас (81) — австралийский энтомолог.
- 24 марта — Иван Боев (55) — участник Великой Отечественной войны, Герой Советского Союза.
- 24 марта — Пётр Бровка (74) — белорусский советский писатель и поэт. Народный поэт БССР.
- 25 марта — Ролан Барт (64) — французский философ-постструктуралист; трагически погиб.
- 25 марта — Михаил Читалин (55) — участник Великой Отечественной войны, Герой Советского Союза.
- 26 марта — Александр Ткаченко (68) — участник Великой Отечественной войны, Герой Советского Союза.
- 28 марта — Ярослав (Габро) (60) — первый епископ чикагский Украинской грекокатолической церкви.
- 29 марта — Сергей Кисляков (82) — французский художник.
- 29 марта — Павел Ковтун (66) — лейтенант Советской Армии, участник Великой Отечественной войны, Герой Советского Союза.
- 29 марта — Александр Потапов (58) — участник Великой Отечественной войны, Герой Советского Союза.
- 29 марта — Александр Стовба (22) — украинский советский поэт, участник Афганской войны. Герой Советского Союза.
- 30 марта — Каиргазы Имашев (55) — Полный кавалер Ордена Славы.
- 31 марта — Дагестанлы (73) — советский азербайджанский актёр, народный артист СССР.
- 31 марта — Джесси Оуэнс (66) — американский легкоатлет, 4-кратный олимпийский чемпион 1936 года.
- 31 марта — Виктор Ландыченко (58) — Полный кавалер ордена Славы
- 31 марта — Мухтар Мамедов (78) — Герой Социалистического Труда.
- 31 марта — Дмитрий Сало (56) — советский учёный-фармацевт.

## Апрель
- 1 апреля — Алексей Вертиков (58) — полный кавалер Ордена Славы.
- 1 апреля — Михаил Сидоркин (70) — советский актёр, Заслуженный артист РСФСР.
- 2 апреля — Абуталыб Абдуллаев — деятель народного хозяйства Советского Азербайджана.
- 3 апреля — Леонид Рубцов (78) — русский советский учёный, ландшафтный архитектор, доктор биологических наук, профессор.
- 3 апреля — Борис Юносов (54) — Герой Советского Союза.
- 4 апреля — Александр Форд (71) — польский кинорежиссёр.
- 5 апреля — Александр Белов (56) — Герой Советского Союза.
- 7 апреля — Алексей Гнечко (80) — советский генерал-лейтенант, участник гражданской и советско-японской войн.
- 7 апреля — Иван Лебеденко (58) — Герой Советского Союза.
- 7 апреля — Константин Малинка (57) — Герой Советского Союза.
- 8 апреля — Борис Кобелев (72) — советский политический деятель, 1-й секретарь Новосибирского областного комитета КПСС (1957—1959).
- 8 апреля — Людмила Татьяничева (64) — русская советская поэтесса, прозаик, общественный деятель.
- 8 апреля — Иван Ходырев (69) — Герой Советского Союза.
- 11 апреля — Яков Заробян (74) — советский политический деятель, 1-й секретарь ЦК КП Армении (1960—1966).
- 12 апреля — Аркадий Северный (41) — русский советский певец.
- 13 апреля — Иван Большаков (77) — генерал-лейтенант Советской Армии, участник Гражданской и Великой Отечественной войн.
- 14 апреля — Джанни Родари (59) — известный итальянский детский писатель и журналист.
- 14 апреля — Шимон Джиган — польский и израильский комик.
- 14 апреля — Лев Пантелеев (69) — Герой Советского Союза.
- 14 апреля — Гомбожап Цыдынжапов (74) — бурятский советский актёр, театральный режиссёр, театральный деятель и драматург. Народный артист СССР.
- 15 апреля — Степан Брунчуков (67) — полный кавалер ордена Славы.
- 15 апреля — Жан-Поль Сартр (74) — французский философ, писатель.
- 17 апреля — Сергей Андриянов (55) — полный кавалер ордена Славы.
- 17 апреля — Николай Шульженко (66) — Герой Советского Союза.
- 18 апреля — Василий Грабин (80) — советский конструктор ствольной артиллерии и бронетехники.
- 18 апреля — Анатолий Стариков (59) — Герой Советского Союза.
- 19 апреля — Марк Лебединский — советский психиатр, медицинский психолог и психотерапевт.
- 20 апреля — Леонид Голев (55) — Герой Советского Союза.
- 20 апреля — Хильда Конечны (75) — австрийская оперная певица, лирико-драматическое сопрано.
- 21 апреля — Кирилл Ильяшенко (64) — советский политический деятель, председатель Президиума Верховного Совета Молдавской ССР (1963—1980).
- 21 апреля — Александр Опарин (86) — русский биолог и биохимик, создавший теорию возникновения жизни на Земле из абиотических компонентов, академик АН СССР.
- 21 апреля — Дмитрий Запорожченко (72) — Герой Советского Союза.
- 25 апреля — Иван Смоляков (59) — Герой Советского Союза.
- 26 апреля — Василий Удачин (57) — Герой Советского Союза.
- 27 апреля — Михаил Бакутин (60) — советский политический деятель, председатель Исполнительного комитета Новосибирского промышленного областного Совета (1962—1964).
- 27 апреля — Марк Янковский (64) — украинский сценограф.
- 29 апреля — Виктор Гришаев (70) — Герой Советского Союза.
- 29 апреля — Иван Никонов (67) — Герой Советского Союза.
- 29 апреля — Альфред Хичкок (80) — английский кинорежиссёр.

## Май
- 1 мая — Лев Громашевский (92) — эпидемиолог, академик АМН СССР.
- 1 мая — Иван Старжинский (68) — Герой Советского Союза.
- 2 мая — Спиридон Новиков (70) — Герой Советского Союза.
- 2 мая — Юрий Падорин (53) — Герой Советского Союза.
- 3 мая — Евгений Дробязко (81) — советский переводчик, режиссёр, редактор и поэт.
- 4 мая — Владимир Сандалов (74) — Герой Советского Союза.
- 4 мая — Иосип Броз Тито (87) — государственный деятель, президент Федеративной Народной Республики Югославии с 1953 года (c 1963 года — Социалистической Федеративной Республики Югославия).
- 7 мая — Марта Билалова (39) — советская артистка балета. Заслуженная артистка Латвийской ССР.
- 7 мая — Андрей Бугранов (74) — Полный кавалер ордена Славы.
- 7 мая — Вадим Гомоляка (65) — украинский советский композитор, Заслуженный деятель искусств Украинской ССР (1958).
- 7 мая — Владимир Милюков (57) — Герой Советского Союза.
- 7 мая — Николай Семенов (76) — Герой Советского Союза.
- 8 мая — Николай Борисенко (61) — советский государственный и партийный деятель, секретарь ЦК КП Украины (1970—1980).
- 10 мая — Алексей Асеев (58) — Герой Советского Союза.
- 10 мая — Вакиль Гирфанов (71) — агробиолог, доктор сельскохозяйственных наук.
- 11 мая — Константин Алексеенко (67) — Герой Советского Союза.
- 11 мая — Константин Иванов (56) — участник Великой Отечественной войны, полный кавалер ордена Славы.
- 11 мая — Николай Шорников (26) — Герой Советского Союза.
- 11 мая — Резо Эбралидзе (58) — грузинский драматург и киносценарист.
- 12 мая — Фёдор Королёв (56) — Герой Советского Союза.
- 12 мая — Малик Хакимов (58) — доктор юридических наук.
- 17 мая — Михаил Ступишин (63) — Герой Советского Союза.
- 18 мая — Иэн Кёртис (23) — вокалист и автор всех песен британской группы Joy Division; самоубийство.
- 18 мая — Семён Чуйков (77) — советский живописец. Народный художник СССР.
- 20 мая — Владимир Никаноров (62) — советский футболист (вратарь) и хоккеист (защитник).
- 20 мая — Зинаида Туснолобова-Марченко (59) — участница Великой Отечественной войны, старшина медицинской службы, фронтовая санитарка, Герой Советского Союза.
- 21 мая — Ида Каминска (80) — польская актриса.
- 21 мая — Семён Хорошилов (64) — Герой Советского Союза.
- 23 мая — Лариса Александровская (76) — белорусская советская оперная певица (сопрано), режиссёр и общественный деятель. Народная артистка СССР (1940).
- 23 мая — Анатолий Банкузов (63) — Герой Советского Союза.
- 24 мая — Владимир Климов (57) — Герой Советского Союза.
- 24 мая — Ким Джэ Гю (54) — 8-й руководитель Корейского центрального разведывательного управления; повешен за убийство президента страны Пака Чон Хи.
- 25 мая — Анатолий Балабанов (80) — Герой Советского Союза.
- 25 мая — Борис Волосатов (71) — начальник Кронштадтского морского завода, заместитель начальника тыла ВМФ, инженер-контр-адмирал.
- 25 мая — Александр Ефимов (74) — советский политический деятель, 1-й секретарь Хабаровского краевого комитета ВКП(б) — КПСС (1949—1954).
- 25 мая — Антон Карасёв (71) — Герой Советского Союза.
- 26 мая — Егор Зелёнкин (66) — Герой Советского Союза.
- 26 мая — Афанасий Щербань (64) — участник Великой Отечественной войны, Герой Советского Союза.
- 27 мая — Феликс Миронер (53) — советский кинорежиссёр и сценарист.
- 28 мая — Владимир Король (67) — советский архитектор, народный архитектор СССР
- 28 мая — Василий Музыкин (62) — Герой Советского Союза.
- 30 мая — Михаил Соболев (70) — Герой Советского Союза.
- 30 мая — Алексей Хомич (60) — советский футбольный вратарь. Заслуженный мастер спорта СССР.
- 31 мая — Николай Воробьёв (60) — Герой Советского Союза.

## Июнь
- 1 июня — Василий Ушаков (68) — Полный кавалер ордена Славы.
- 3 июня — Наум Ахиезер (79) — советский математик, член-корреспондент АН УССР.
- 4 июня — Александр Мартынов (60) — участник Великой Отечественной войны, Герой Советского Союза.
- 5 июня — Николай Киселёв (55) — ветеран и герой Великой Отечественной войны, полный кавалер ордена Славы.
- 5 июня — Николай Пахотищев (60) — участник Великой Отечественной войны, Герой Советского Союза.
- 7 июня — Николай Беспалов (74) — советский государственный и партийный деятель, председатель Комитета по делам искусств при СМ РСФСР (1946—1948).
- 6 июня — Эрнст Буш (80) — немецкий актёр и певец.
- 7 июня — Генри Миллер (88) — американский писатель.
- 7 июня — Виктор Жданов — советский слесарь, Герой Социалистического Труда.
- 9 июня — Михаил Заднепровский (56) — советский украинский актёр, народный артист УССР.
- 10 июня — Сидор Бугримов (73) — Полный кавалер ордена Славы.
- 12 июня — Пётр Белик (70) — участник Великой Отечественной войны, Герой Советского Союза.
- 12 июня — Херонимо Арнедо Альварес (82) — аргентинский политик-коммунист, деятель рабочего движения, публицист.
- 13 июня — Василий Наумов (62) — участник Великой Отечественной войны, Герой Советского Союза.
- 13 июня — Леонид Рогов (59) — участник Великой Отечественной войны, Герой Советского Союза.
- 14 июня — Яков Антонов (57) — участник Великой Отечественной войны, Герой Советского Союза.
- 15 июня — Николай Завражнов — участник Великой Отечественной войны, Герой Советского Союза.
- 15 июня — Николай Новиков (62) — участник Великой Отечественной войны, Герой Советского Союза.
- 16 июня — Иван Корявко (73) — генерал-майор Советской Армии, участник Великой Отечественной войны, Герой Советского Союза.
- 16 июня — Фриц Хут (71) — немецкий валторнист и музыкальный педагог.
- 17 июня — Георгий Орвид (75) — советский трубач, профессор московской консерватории.
- 17 июня — Андрей Шебалков (58) — Герой Советского Союза.
- 18 июня — Александр Тюрин (70) — Герой Советского Союза.
- 21 июня — Иван Макаров (65) — Герой Советского Союза.
- 21 июня — Леонид Мартынов (75) — русский советский поэт.
- 21 июня — Николай Стадничук (66) — Герой Советского Союза.
- 22 июня — Николай Бирюков (78) — Герой Советского Союза.
- 22 июня — Степан Подгайнов (64) — Герой Советского Союза.
- 23 июня — Александр Тышлер (81) — советский живописец, график.
- 25 июня — Гасан Сеидбейли (59) — советский, азербайджанский писатель.
- 25 июня — Иван Фомичёв (61) — Герой Советского Союза.
- 26 июня — Курбан Валиев (73) — Герой Социалистического Труда.
- 28 июня — Уоррен Симпсон — австралийский профессиональный игрок в снукер.
- 29 июня — Филипп Агальцов (80) — маршал авиации, заместитель Главкома ВВС, Герой Советского Союза.
- 29 июня — Алексей Брагин (57) — Герой Советского Союза.
- 30 июня — Галина Серебрякова (74) — русская советская писательница, автор романов о Марксе.

## Июль
- 1 июля — Чарльз Перси Сноу (74) — английский писатель, физик и государственный деятель.
- 2 июля — Валентин Оберемко (54) — советский дипломат и партийный деятель.
- 2 июля — Валерий Синильников (56) — Герой Советского Союза.
- 2 июля — Иосиф Шпинель (87) — российский и украинский художник и художник-постановщик кино.
- 3 июля — Анатолий Каплан (77) — советский еврейский художник.
- 3 июля — Юрий Терапиано (87) — русский поэт, прозаик, переводчик и литературный критик «первой волны» эмиграции, организатор и участник ряда литературных объединений Парижа.
- 5 июля — Котэ Даушвили (71) — советский грузинский актёр.
- 5 июля — Александр Тышлер (81) — советский живописец, график, театральный художник, скульптор.
- 5 июля — Юрий Широков (59) — физик, математик, профессор.
- 5 июля — Ари Штернфельд (75) — учёный, один из пионеров современной космонавтики.
- 7 июля — Егор Аристов (68) — Герой Советского Союза.
- 8 июля — Виктор Чернорез (70) — генерал-лейтенант Советской Армии, Герой Социалистического Труда.
- 9 июля — Любомир Бескровный — советский военный историк.
- 9 июля — Винисиус ди Морайс (66) — бразильский поэт и автор-исполнитель, драматург, дипломат.
- 9 июля — Семен Федотов (67) — Герой Советского Союза.
- 10 июля — Григорий Новак (61) — советский тяжелоатлет и артист цирка.
- 11 июля — Виктор Гаврилов (60) — Герой Советского Союза.
- 12 июля — Фридерика Беер-Монти (89) — американская галеристка.
- 13 июля — Афанасий Антипин (57) — участник ВОВ, учитель, директор Института усовершенствования учителей, писатель.
- 14 июля — Иван Кавьяров (66) — советский инженер-конструктор.
- 14 июля — Надя Сибирская (79) — французская киноактриса.
- 15 июля — Дмитрий Помукчинский (72) — Герой Советского Союза.
- 16 июля — Мери Анджапаридзе (75) — советский кинорежиссёр. Лауреат Сталинской премии первой степени.
- 17 июля — Римма Юровская (81) — один из организаторов молодёжного коммунистического движения на Урале в 1917 году.
- 18 июля — Виктор Буйницкий (68) — Герой Советского Союза.
- 19 июля — Михаил Посохин (70) — Полный кавалер ордена Славы.
- 20 июля — Семён Володин (67) — Герой Советского Союза.
- 20 июля — Ладо Гудиашвили (84) — грузинский художник.
- 21 июля — Алексей Карасёв (70) — мокшанский писатель.
- 21 июля — Пётр Труфанов (70) — Герой Советского Союза.
- 22 июля — Григорий Скляр (74) — Герой Советского Союза.
- 23 июля — Сергей Портнягин (61) — Герой Советского Союза.
- 24 июля — Михаил Бакутин (32) — советский государственный и партийный деятель, председатель Исполнительного комитета Новосибирского промышленного областного Совета (1962—1964).
- 24 июля — Александр Гришин (65) — Полный кавалер Ордена Славы.
- 24 июля — Константин Макаров (64) — Полный кавалер Ордена Славы.
- 24 июля — Питер Селлерс (54) — британский актёр.
- 25 июля — Владимир Высоцкий (42) — советский актёр, поэт, певец.
- 25 июля — Пинхос Сабсай (87) — Народный художник СССР.
- 25 июля — Иван Яроцкий (64) — Герой Советского Союза.
- 26 июля — Иехошуа Алуф (80) — общественный и спортивный деятель. Лидер Всемирного союза Маккаби. Один из организаторов Маккабиад.
- 26 июля — Илья Горбунов (73) — Герой Советского Союза.
- 27 июля — Мохаммед Реза Пехлеви (60) — последний шах Ирана.
- 28 июля — Владимир Парахневич (62) — Герой Советского Союза.
- 29 июля — Филипп Голиков (80) — начальник Главного политического управления Советской Армии и ВМФ (1956—1957), Маршал Советского Союза.
- 31 июля — Николай Алферьев (60) — советский военный лётчик.
- 31 июля — Борис Колесников (71) — советский учёный, геоботаник и лесовед.
- 31 июля — Тихон Литовчик (69) — Полный кавалер ордена Славы.

## Август
- 3 августа — Павел Виноградов (73) — Полный кавалер Ордена Славы.
- 5 августа — Валентин Виноградов (74) — начальник Особого отдела Тихоокеанского флота, генерал-лейтенант береговой службы.
- 6 августа — Иван Салтыков (62) — Герой Советского Союза.
- 7 августа — Борис Романов (56) — Герой Советского Союза.
- 7 августа — Алексей Черкасов (66) — Герой Советского Союза.
- 8 августа — Игорь Долженков (66) — Герой Советского Союза.
- 9 августа — Павел Матюх (68) — Герой Советского Союза.
- 11 августа — Михаил Водопьянов (80) — советский лётчик, шестой Герой Советского Союза, участник спасения экипажа парохода «Челюскин».
- 11 августа — Георгий Максимов (63) — Герой Советского Союза.
- 11 августа — Александр Неманов (66) — участник Великой Отечественной войны, полный кавалер ордена Славы.
- 12 августа — Лесбек Джулдасов (60) — лейтенант Рабоче-крестьянской Красной Армии, участник Великой Отечественной войны, Герой Советского Союза.
- 13 августа — Константин Руднев (69) — инженер, специалист по стрелковому оружию, организатор производства, государственный деятель.
- 13 августа — Феодосий (Путилин) (82) — епископ Русской православной церкви заграницей, архиепископ Сиднейский и Австралийско-Новозеландский.
- 15 августа — Иван Скляров (61) — Герой Советского Союза.
- 15 августа — Георгий Стогний (70) — советский военный деятель и педагог, генерал-лейтенант танковых войск.
- 17 августа — Вячеслав Гайнутдинов (32) — Герой Советского Союза.
- 17 августа — Борис Делоне (90) — русский математик и альпинист. Член-корреспондент АН СССР.
- 19 августа — Вениамин Вильский (55) — Герой Советского Союза.
- 19 августа — Анатолий Скляров (65) — Герой Советского Союза.
- 20 августа — Джо Дассен (41) — франко-американский певец и музыкант.
- 20 августа — Андрей Кулагин (58) — советский лётчик-ас, полковник авиации, участник Великой Отечественной войны , Герой Советского Союза.
- 20 августа — Юрий Лавров (75) — советский актёр театра и кино. Народный артист СССР.
- 20 августа — Вениамин Миронов — Герой Советского Союза.
- 20 августа — Михаил Слуховский (84) — советский библиограф, библиотековед, библиотечный деятель, и книговедю
- 23 августа — Борис Петров (67) — советский учёный в области автоматического управления.
- 25 августа — Лестер Дорр (87) — американский актёр.
- 26 августа — Иван Субботин (65) — Герой Советского Союза.
- 28 августа — Александр Козаков (72) — красноармеец Рабоче-крестьянской Красной Армии, участник Великой Отечественной войны, Герой Советского Союза.
- 29 августа — Василий Васильев (58) — подполковник Советской Армии, участник Великой Отечественной войны, Герой Советского Союза.
- 29 августа — Франко Базалья (56) — итальянский психиатр, невролог, профессор психиатрии, лидер движения «Демократическая психиатрия».
- 30 августа — Дмитрий Багрич (44) — советский футболист, защитник.
- 30 августа — Андрей Фокин (78) — участник Великой Отечественной войны, Герой Советского Союза.
- 31 августа — Вениамин Битюцкий (77) — актёр, народный артист РСФСР.

## Сентябрь
- 2 сентября — Самуэль Вайнер (69) — бразильский журналист и редактор.
- 2 сентября — Иван Орлов (77) — советский военный деятель.
- 3 сентября — Дункан Ренальдо (76) — американский актёр кино и телевидения.
- 4 сентября — Эраст Гарин (77) — советский актёр театра и кино, Народный артист СССР (1977).
- 5 сентября — Фульвио Сувич (93) — итальянский политик и дипломат периода фашизма, известный своей антигерманской позицией.
- 8 сентября — Александр Боярский (42) — советский театральный актёр.
- 8 сентября — Михаил Ветров (71) — советский дипломатический деятель, чрезвычайный и полномочный посланник СССР в Дании (1950—1954).
- 8 сентября — Олег Кононенко (42) — заслуженный лётчик-испытатель СССР.
- 8 сентября — Иван Прошин (62) — Герой Советского Союза.
- 10 сентября — Иван Калганов (65) — Герой Советского Союза.
- 10 сентября — Фридрих Хоссбах (85) — генерал пехоты, кавалер Рыцарского креста с Дубовыми листьями. Адъютант Гитлера.
- 11 сентября — Овсей Корогодский — советский военный историк, полковник.
- 11 сентября — Александр Тряскин (58) — Герой Советского Союза.
- 14 сентября — Иван Антюфеев (83) — советский военачальник, генерал-майор.
- 14 сентября —Георгий Голиков — советский историк, специалист по истории Октябрьской революции.
- 16 сентября — Давид Дар (69) — русский писатель.
- 17 сентября — Лев Гинзбург (58) — русский советский переводчик, публицист, общественный деятель.
- 17 сентября — Степан Муругов — Герой Советского Союза.
- 17 сентября — Анастасио Сомоса (54) — президент Никарагуа, глава Национальной гвардии с 1967 по 1979; убит.
- 17 сентября — Исидор Шток (72) — советский драматург, актёр.
- 18 сентября — Феодосий Котляр (76) — Герой Советского Союза.
- 18 сентября — Кэтрин Портер (90) — американская журналистка, писательница и общественный деятель.
- 22 сентября — Илья Балдынов (77) — Герой Советского Союза.
- 25 сентября — Джон Бонэм (32) — британский рок-музыкант, барабанщик «Led Zeppelin».
- 25 сентября — Льюис Майлстоун (84) — американский кинорежиссёр, классик американского кинематографа, первый лауреат двух премий «Оскар».
- 25 сентября — Иван Никульников (63) — майор Рабоче-крестьянской Красной Армии, участник Великой Отечественной войны, Герой Советского Союза.
- 25 сентября — Мария Ундер (97) — эстонская поэтесса и переводчица.
- 27 сентября — Василий Анисков (74) — советский хозяйственный, государственный и политический деятель.
- 28 сентября — Арье Шефтель — израильский политик, депутат кнессета 1-го созыва (неполная каденция), мэр Ришон-ле-Циона.
- 30 сентября — Анатолий Кторов (82) — советский актёр театра и кино, лауреат Сталинской премии первой степени, народный артист СССР.

## Октябрь
- 1 октября — Павел Антонов (75) — участник освоения целинных и залежных земель Казахстана, Герой Социалистического Труда.
- 2 октября — Валентин Варламов — советский лётчик-истребитель, член первого отряда космонавтов СССР.
- 3 октября — Густав Вагнер (69) — обершарфюрер СС, заместитель коменданта лагеря уничтожения Собибор.
- 3 октября — Фридрих Карм (73) — эстонский футболист и хоккеист, нападающий.
- 4 октября — Владимир Васляев (56) — партийный деятель Украинской ССР.
- 4 октября — Пётр Машеров (62) — советский партийный деятель, первый секретарь ЦК Компартии Белоруссии с 1965 года, кандидат в члены Политбюро ЦК КПСС с 1966; автокатастрофа.
- 5 октября — Рахмонов Уринбой (70) — основатель театра имени Бобура города Ош, Кыргызстан, поэт.
- 5 октября — Михаил Шеремет (69) — советский военачальник, гвардии генерал-майор.
- 7 октября — Иван Зудилов (61) — Герой Советского Союза.
- 7 октября — Сакип Кизилов (66) — полный кавалер ордена Славы.
- 7 октября — Герберт Ликумс (78) — латышский сценограф, живописец, художник-постановщик Рижской киностудии.
- 8 октября — Леонид Чубаров (55) — советский актёр театра и кино.
- 9 октября — Юлия Аверкиева (73) — русский учёный, доктор исторических наук.
- 9 октября — Михаил Малик (69) — Герой Советского Союза.
- 11 октября — Абу Сальма — палестинский арабский поэт и общественный деятель Иордании.
- 11 октября — Штефан Куффлер (67) — американский нейробиолог, нейрофизиолог и редактор.
- 12 октября — Артём Вартанян (68) — советский государственный и партийный деятель, Герой Социалистического Труда.
- 12 октября — Михаил Коростовцев (80) — египтолог, историк Древнего Востока, академик Академии Наук СССР.
- 14 октября — Владимир Нюхтилин (73) — советский военный лётчик и военачальник.
- 15 октября — Михаил Лаврентьев (79) — советский математик.
- 17 октября — Михаил Павленко (69) — Полный кавалер ордена Славы.
- 15 октября — Иван Рослый (78) — участник Великой Отечественной войны, Герой Советского Союза.
- 17 октября — Николай Ткачёв (62) — участник Великой Отечественной войны, Герой Советского Союза.
- 17 октября — Лев Чезза (66) — молдавский советский искусствовед.
- 18 октября — Фёдор Винокуров (71) — Герой Советского Союза.
- 19 октября — Алио Адамиа (66) — грузинский советский писатель, поэт, журналист и издатель.
- 19 октября — Пётр Кривонос (70) — деятель советского железнодорожного транспорта.
- 21 октября — Ганс Аспергер (74) — австрийский педиатр и психиатр, именем которого назван синдром Аспергера.
- 24 октября — Леонид Иванов — советский космонавт-испытатель.
- 25 октября — Михаил Дьяконов (78) — советский архитектор.
- 25 октября — Дмитрий Чернов (56) — Герой Советского Союза.
- 26 октября — Вениамин Радомысленский (71) — советский театровед, театральный педагог.
- 28 октября — Ибрагим Дзусов (75) — Герой Советского Союза.

## Ноябрь
- 2 ноября — Василий Рыжов (56) — Герой Советского Союза.
- 3 ноября — Любовь Добржанская (71 или 74) — актриса театра и кино.
- 3 ноября — Борис Таныгин (54) — полный кавалер Ордена Славы.
- 3 ноября — Василий Турчин (58) — Герой Советского Союза.
- 5 ноября — Отар Абесадзе (46) — грузинский кинорежиссёр и сценарист.
- 5 ноября — Николай Великолепов (77) — генерал-майор артиллерии.
- 5 ноября — Александр Нечипоренко (64) — советский уролог-онколог.
- 5 ноября — Константин Ткабладзе (70) — Герой Советского Союза.
- 6 ноября — Александра Азарх-Грановская (88) — российская актриса, режиссёр и театральный педагог.
- 6 ноября — Михаил Кочкин (72) — советский почвовед.
- 6 ноября — Иван Насиковский (62) — полный кавалер Ордена Славы.
- 7 ноября — Григорий Бумагин (76) — советский государственный и партийный деятель, 1-й секретарь Новгородского областного комитета ВКП(б) (1944—1948).
- 7 ноября — Антон Палиев (59) — Герой Советского Союза.
- 7 ноября — Стив Маккуин (50) — американский актёр, авто- и мотогонщик; рак лёгких.
- 7 ноября — Адриенна Томас (83) — немецкая писательница.
- 8 ноября — Лев Рар (67) — русский зарубежный деятель, историк.
- 8 ноября — Иван Гоманков (61) — Герой Советского Союза.
- 8 ноября — Октав Троянеску (64) — румынский шахматист.
- 9 ноября — Пауль Вебер (87) — немецкий художник и литограф.
- 10 ноября — Владимир Блаватский (81) — археолог и историк античности.
- 11 ноября — Анна Масловская (60) — Герой Советского Союза.
- 12 ноября — Николай Алексеев (66) — советский военачальник, маршал войск связи.
- 12 ноября — Максим Грабовенко (57) — Герой Советского Союза.
- 13 ноября — Степан Бедненко (66) — заслуженный учитель УССР, Герой Советского Союза.
- 14 ноября — Михаил Печёный (73) — советский футболист, тренер и спортивный арбитр.
- 15 ноября — Михаил Берёзкин (71) — Герой Советского Союза.
- 16 ноября — Борис Аронсон (80) — художник, сценограф, исследователь изобразительного искусства.
- 16 ноября — Владимир Демидов (67) — Герой Советского Союза.
- 19 ноября — Пётр Беляев (66) — Герой Советского Союза.
- 19 ноября — Александр Воробьёв (75) — полный кавалер ордена Славы.
- 20 ноября — Автандил Гогоберидзе (58) — советский грузинский футболист.
- 20 ноября — Василий Горячев (74) — полный кавалер ордена славы.
- 20 ноября — Николай Дьяков (73) — советский государственный и партийный деятель, председатель Исполнительного комитета Калининского областного Совета (1955—1956).
- 20 ноября — Джон Макьюэн (80) — австралийский государственный деятель, премьер-министр Австралии (1967—1968).
- 20 ноября — Степан Чудинов (63) — Герой Советского Союза.
- 21 ноября — Михаил Гриценко (74) — Герой Советского Союза.
- 21 ноября — Сергей Громов (55) — полный кавалер Ордена Славы.
- 21 ноября — Исаак Постовский (82) — советский и российский ученый химик-органик.
- 21 ноября — Михаил Хаджинов (81) — советский генетик, растениевод и селекционер.
- 22 ноября — Алексей Гашков (62) — Герой Советского Союза.
- 23 ноября — Иван Наумкин (68) — Герой Советского Союза.
- 25 ноября — Семен Тютюшкин (79) — советский железнодорожник, Герой Социалистического Труда.
- 27 ноября — Александр Данилов (64) — доктор исторических наук, профессор.
- 27 ноября — Василий Емельянов (64) — Герой Советского Союза.
- 28 ноября — Нахум Гутман (82) — израильский художник-пейзажист, иллюстратор и график, детский писатель.
- 29 ноября — Фёдор Добыш (74) — генерал-полковник ракетных войск стратегического назначения.
- 29 ноября — Семен Политов (67) — Герой Советского Союза.
- 30 ноября — Макс Альперт (81) — известный советский фотограф и фоторепортёр.
- 30 ноября — Андрей Селифонов (58) — Герой Советского Союза.

## Декабрь
- 1 декабря — Алексей Вахненко (60) — Герой Советского Союза.
- 1 декабря — Сергей Вчерашнев (21) — рядовой, механик-водитель танка 177-го мотострелкового полка, 108-й Краснознамённой Невельской мотострелковой дивизии, участник Афганской войны. Герой Российской Федерации (1994, посмертно); погиб в бою.
- 2 декабря — Ромен Гари (66) — французский писатель, дважды лауреат Гонкуровской премии.
- 3 декабря — Освальд Мосли (84) — британский политик, основатель Британского союза фашистов, отец президента Международной автомобильной федерации (1993—2009) Макса Мосли.
- 4 декабря — Степан Выучейский (57) — оленевод, государственный и общественный деятель.
- 4 декабря — Султан Ибраимов (53) — советский государственный и партийный деятель, председатель Совета Министров Киргизской ССР.
- 5 декабря — Иван Дронов (59) — полный кавалер Ордена Славы.
- 6 декабря — Никифор Афанасьев (70) — Герой Советского Союза.
- 6 декабря — Анна Горецкая (80) — Герой Социалистического Труда.
- 8 декабря — Иван Бридько (75) — советский шахтёр, новатор в организации труда на угольных шахтах Донбасса.
- 8 декабря — Джон Леннон (40) — музыкант группы «the Beatles»; застрелен.
- 10 декабря — Владимир Тышевич (57) — Герой Советского Союза.
- 12 декабря — Виктор Косов (58) — Герой Советского Союза.
- 13 декабря — Сергей Андрющенко (68) — Герой Советского Союза.
- 13 декабря — Леван Хотивари (78) — грузинский кинорежиссёр.
- 16 декабря — Полковник Сандерс (90) — основатель сети ресторанов быстрого питания KFC.
- 17 декабря — Ефрем Перевертнюк (65) — Герой Советского Союза.
- 18 декабря — Алексей Косыгин (76) — советский государственный и общественный деятель, председатель Совета министров СССР (1964—1980).
- 20 декабря — Александр Виноградов (58) — Герой Советского Союза.
- 20 декабря — Фёдор Желнов — Герой Советского Союза.
- 20 декабря — Николай Соколов (81) — Герой Советского Союза.
- 22 декабря — Андрей Позняк — полный кавалер Ордена Славы.
- 23 декабря — Юлиан Пширков (68) — белорусский советский литературовед, критик, писатель.
- 23 декабря — Александр Раков (60) — Герой Советского Союза.
- 24 декабря — Карл Дёниц (89) — немецкий государственный и военный деятель, командующий подводным флотом (1935—1943), главнокомандующий военно-морским флотом Германии (1943—1945), глава государства и главнокомандующий вооружёнными силами Германии с 30 апреля по 23 мая 1945 года.
- 25 декабря — Гу Цзеган (87) — китайский историк.
- 25 декабря — Иван Першукевич (68) — Герой Социалистического Труда.
- 25 декабря — Степан Степанов (63) — советский чувашский писатель.
- 26 декабря — Владимир Кулагин (56) — советский комсомольский и партийный деятель в городе Севастополе.
- 26 декабря — Алексей Эйбоженко (46) — актёр театра и кино.
- 27 декабря — Николай Спириденко (63) — Герой Советского Союза.
- 28 декабря — Валерий Друзин (77) — русский советский литературовед, критик, литератор.
- 28 декабря — Наум Фогель (72) — русский советский писатель, врач.
- 29 декабря — Надежда Мандельштам (81) — русская писательница, мемуарист, лингвист, преподаватель, жена Осипа Мандельштама.
- 31 декабря — Яков Иночкин (74) — советский политический деятель, 1-й секретарь Актюбинского областного комитета КП(б) Казахстана (1938—1943).
- 31 декабря — Маршалл Маклюэн (69) — канадский философ, филолог, литературный критик, один из самых авторитетных авторов в области теории коммуникации.
- 31 декабря — Николай Киселёв (59) — Герой Советского Союза.
- 31 декабря — Рауль Уолш (93) — американский кинорежиссёр, актёр, сценарист, продюсер.